# 暖暖交流道
暖暖交流道位於臺灣基隆市暖暖區，為臺灣台62線指標9.4公里處的交流道，於2006年7月18日通車，可通往暖暖市區、八堵及國道一號之八堵交流道，台62線暖暖交流道至七堵一交流道東行線於2007年2月16日通車，西行線於2007年6月29日通車。
暖暖交流道為台62線東向最後一個設置東行入口的交流道，之後的四腳亭交流道、瑞芳交流道及瑞濱端東行均只設出口而未設入口。
| 台62線 | 9 暖暖 |  | 暖暖 |
| 台62線 | 9 暖暖 |  | 暖暖 |

## 外部連結
- 台62線暖暖交流道示意圖 （页面存档备份，存于）（交通部公路總局）